# جویس مینارد
دافنه جویس مینارد (به انگلیسی: Daphne Joyce Maynard) (زاده ۵ نوامبر ۱۹۵۳ در دورام، نیوهمپشایر، آمریکا) نویسنده اهل آمریکا است که بیشتر برای نوشتن زندگی‌نامه خودش، و هم‌چنین برای آثارش در ادبیات داستانی و صدها مقاله در روزنامه، که اغلب در مورد پدر و مادر و خانواده است، شناخته می‌شود. در سال ۱۹۸۸ پس از انتشار کتاب خاطرات خود، به نام در خانه در جهان، مورد انتقاد شدید برخی از اعضای جهان ادبی، برای افشا کردن رابطه‌اش با جی. دی. سالینجر و زمانی که سالینجر ۵۳ و او ۱۸ ساله بود، قرار گرفت. جویس مینارد مادر بازیگر آمریکایی، ویلسون بتل است.